# 徐家沟遗址
徐家沟遗址，位于山东省青岛市即墨区移风店镇徐家沟村，是中华人民共和国山东省文物保护单位之一。
1992年6月12日，授予山东省文物保护单位，是一座古遗址。